# Л 6/40
Фијат Л 6/40 (итал. Carro Armato Leggero L6/40) је италијански лаки тенк из Другог светског рата који је произвела фирма Фијат-Ансалдо.

## Карактеристике
На први поглед, Л6/40 био је сличан другим лаким тенковима из 1939-1940., али је имао знатних ограничења. Имао је двочлану посаду: возача и командира/нишанџију, што је смањивало његову ефикасност како у борби, тако и у извиђању. Док му је оклоп био раван другим лаким тенковима, мотор је био слабији, а вешање је ограничавало брзину ван друма. Наоружање се састојало од аутоматског топа Бреда 35 калибра 20 mm са 396 метака, са спрегнутим митраљезом Бреда 38 од 8 mm. Тенкови су били предвиђени за радио RF-1-CA, али није познато да ли су га сва возила и добила. Мали део имао је бацач пламена уместо главног топа. 